# In the Name of Love (bài hát của Martin Garrix và Bebe Rexha)
"In the Name of Love" là một bài hát được sản xuất bởi DJ và nhà sản xuất thu âm người Hà Lan Martin Garrix và ca sĩ người Mỹ Bebe Rexha. Bài hát được sản xuất bởi Martin Garrix, Matt Rad, Steve James và Simon Says.. Nó đã được phát hành trên iTunes và các dịch vụ trực tuyến sau khi anh ra mắt bài hát tại Ultra Music Festival 2016. Mộ bản remix EP đã được phát hành vào ngày 11 tháng 11 năm 2016, hợp tác với DallasK, The Him và Snavs.

## Track listing
| Tải kỹ thuật số | Tải kỹ thuật số       | Tải kỹ thuật số |
| STT             | Nhan đề               | Thời lượng      |
| --------------- | --------------------- | --------------- |
| 1.              | "In the Name of Love" | 3:18            |

| Tải kỹ thuật số – Remixes | Tải kỹ thuật số – Remixes             | Tải kỹ thuật số – Remixes |
| STT                       | Nhan đề                               | Thời lượng                |
| ------------------------- | ------------------------------------- | ------------------------- |
| 1.                        | "In the Name of Love" (DallasK Remix) | 3:20                      |
| 2.                        | "In the Name of Love" (The Him Remix) | 3:29                      |
| 3.                        | "In the Name of Love" (Snavs Remix)   | 3:00                      |
| Tổng thời lượng:          | Tổng thời lượng:                      | 9:49                      |

## Bảng xếp hạng
| Bảng xếp hạng (2016)                            | Vị trí cao nhất |
| ----------------------------------------------- | --------------- |
| Argentina (Monitor Latino)                      | 13              |
| Úc (ARIA)                                       | 8               |
| Áo (Ö3 Austria Top 40)                          | 9               |
| Bỉ (Ultratop 50 Flanders)                       | 13              |
| Bỉ (Ultratop 50 Wallonia)                       | 15              |
| Canada (Canadian Hot 100)                       | 19              |
| Cộng hòa Séc (Rádio Top 100)                    | 9               |
| Cộng hòa Séc (Singles Digitál Top 100)          | 6               |
| Đan Mạch (Tracklisten)                          | 8               |
| Dominican Republic (Monitor Latino)             | 14              |
| Phần Lan (Suomen virallinen lista)              | 9               |
| Pháp (SNEP)                                     | 26              |
| Trường songid là BẮT BUỘC CHO BẢNG XẾP HẠNG ĐỨC | 14              |
| Germany Dance (Official German Charts)          | 4               |
| Hungary (Rádiós Top 40)                         | 24              |
| Hungary (Single Top 40)                         | 11              |
| Ireland (IRMA)                                  | 7               |
| Ý (FIMI)                                        | 10              |
| Latvia (Latvijas Top 40)                        | 10              |
| Lebanon (Lebanese Top 20)                       | 13              |
| Hà Lan (Dutch Top 40)                           | 3               |
| Hà Lan (Single Top 100)                         | 4               |
| Netherlands (Dutch Dance Top 30)                | 3               |
| Mexico (Billboard Mexico Airplay)               | 1               |
| New Zealand (Recorded Music NZ)                 | 8               |
| Na Uy (VG-lista)                                | 5               |
| Ba Lan (Polish Airplay Top 100)                 | 65              |
| Bồ Đào Nha (AFP)                                | 7               |
| Scotland (OCC)                                  | 11              |
| Slovakia (Rádio Top 100)                        | 52              |
| Slovakia (Singles Digitál Top 100)              | 6               |
| Slovenia (SloTop50)                             | 34              |
| Spain (PROMUSICAE)                              | 14              |
| Thụy Điển (Sverigetopplistan)                   | 9               |
| Thụy Sĩ (Schweizer Hitparade)                   | 10              |
| Anh Quốc (OCC)                                  | 9               |
| Anh Quốc Dance (OCC)                            | 5               |
| Hoa Kỳ Billboard Hot 100                        | 24              |
| Hoa Kỳ Adult Pop Airplay (Billboard)            | 37              |
| Hoa Kỳ Dance Club Songs (Billboard)             | 1               |
| Hoa Kỳ Hot Dance/Electronic Songs (Billboard)   | 3               |
| Hoa Kỳ Pop Airplay (Billboard)                  | 16              |
| Hoa Kỳ Rhythmic (Billboard)                     | 30              |

| Bảng xếp hạng (2016)                  | Vị trí |
| ------------------------------------- | ------ |
| Argentina (Monitor Latino)            | 93     |
| Australia (ARIA)                      | 65     |
| Austria (Ö3 Austria Top 40)           | 47     |
| Belgium (Ultratop Flanders)           | 58     |
| Belgium (Ultratop Wallonia)           | 77     |
| Canada (Canadian Hot 100)             | 81     |
| Denmark (Tracklisten)                 | 68     |
| Germany (Official German Charts)      | 60     |
| Italy (FIMI)                          | 55     |
| Netherlands (Single Top 100)          | 28     |
| Switzerland (Schweizer Hitparade)     | 69     |
| UK Singles (Official Charts Company)  | 60     |
| US Dance/Electronic Songs (Billboard) | 15     |
| Bảng xếp hạng (2017)                  | Vị trí |
| Argentina (Monitor Latino)            | 82     |
| Hungary (Stream Top 40)               | 85     |
| Italy (FIMI)                          | 99     |
| US Dance/Electronic Songs (Billboard) | 15     |

## Chứng nhận
| Quốc gia | Chứng nhận  | Số đơn vị/doanh số chứng nhận |
| --- | ----------- | ----------------------------- |
| Úc (ARIA) | 2× Platinum | 140.000‡                      |
| Bỉ (BEA) | Platinum    | 20.000‡                       |
| Canada (Music Canada) | 3× Platinum | 240,000^                      |
| Đan Mạch (IFPI Đan Mạch) | Gold        | 30,000^                       |
| Pháp (SNEP) | Diamond     | 250,000‡                      |
| Đức (BVMI) | Platinum    | 300.000‡                      |
| Ý (FIMI) | 3× Platinum | 150.000‡                      |
| México (AMPROFON) | 2× Platinum | 120.000*                      |
| New Zealand (RMNZ) | Platinum    | 30.000‡                       |
| Ba Lan (ZPAV) | 4× Platinum | 80.000‡                       |
| Tây Ban Nha (PROMUSICAE) | 2× Platinum | 80,000‡                       |
| Thụy Điển (GLF) | 4× Platinum | 120,000‡                      |
| Anh Quốc (BPI) | Platinum    | 600.000‡                      |
| Hoa Kỳ (RIAA) | Platinum    | 1.000.000‡                    |
| * Chứng nhận dựa theo doanh số tiêu thụ. ^ Chứng nhận dựa theo doanh số nhập hàng. ‡ Chứng nhận dựa theo doanh số tiêu thụ và phát trực tuyến. |             |                               |